# Félix-Michel Ngonge
Félix-Michel Ngonge (ur. 10 stycznia 1967 w Huy) – kongijski piłkarz grający na pozycji napastnika.

## Kariera klubowa
Ngonge urodził się w Belgii, w rodzinie pochodzenia kongijskiego. Karierę rozpoczął w brukselskim klubie Racing Jet, w którym grał w latach 1984–1989. Latem 1989 przeszedł do KAA Gent. Grał w nim w sezonie 1989/1990, a następnie odszedł do RFC Seraing. W 1991 roku awansował z nim trzeciej do drugiej ligi. W 1992 roku odszedł do RAA Louviéroise i występował w nim do końca sezonu 1994/1995. Z kolei w sezonie 1995/1996 występował w KRC Harelbeke.
W 1996 roku Ngonge przeszedł do tureckiego Samsunsporu. W tureckiej lidze zadebiutował 11 sierpnia 1996 w przegranym 1:4 wyjazdowym meczu z Fenerbahçe SK. W Samsunsporze spędził dwa lata.
W 1998 roku Ngonge został zawodnikiem angielskiego Watfordu. W sezonie 1998/1999 awansował z Watfordem z Division One do Premier League. W Premier League swój debiut zanotował 6 sierpnia 1999 w meczu z Wimbledonem (2:3), w którym strzelił gola. W trakcie sezonu 1999/2000 był wypożyczony do Huddersfield Town, a w sezonie tym Watford spadł z Premier League. W 2001 roku Kongijczyk odszedł z Watfordu do Queens Park Rangers, gdzie grał przez pół roku.
W sezonie 2001/2002 Ngonge grał w szkockim Kilmarnock, a karierę kończył w 2003 roku w belgijskim RSD Jette.

## Kariera reprezentacyjna
W reprezentacji Zairu Ngonge zadebiutował w 1996 roku i w tym samym roku został powołany do kadry na Puchar Narodów Afryki 1996. Na tym turnieju rozegrał jeden mecz, z Gabonem (0:2).
W 2000 roku Ngonge wziął udział w Pucharze Narodów Afryki 2000. Zagrał na nim w dwóch spotkaniach: z Algierią (0:0) i z Republiką Południowej Afryki (0:1).